# Takahashi

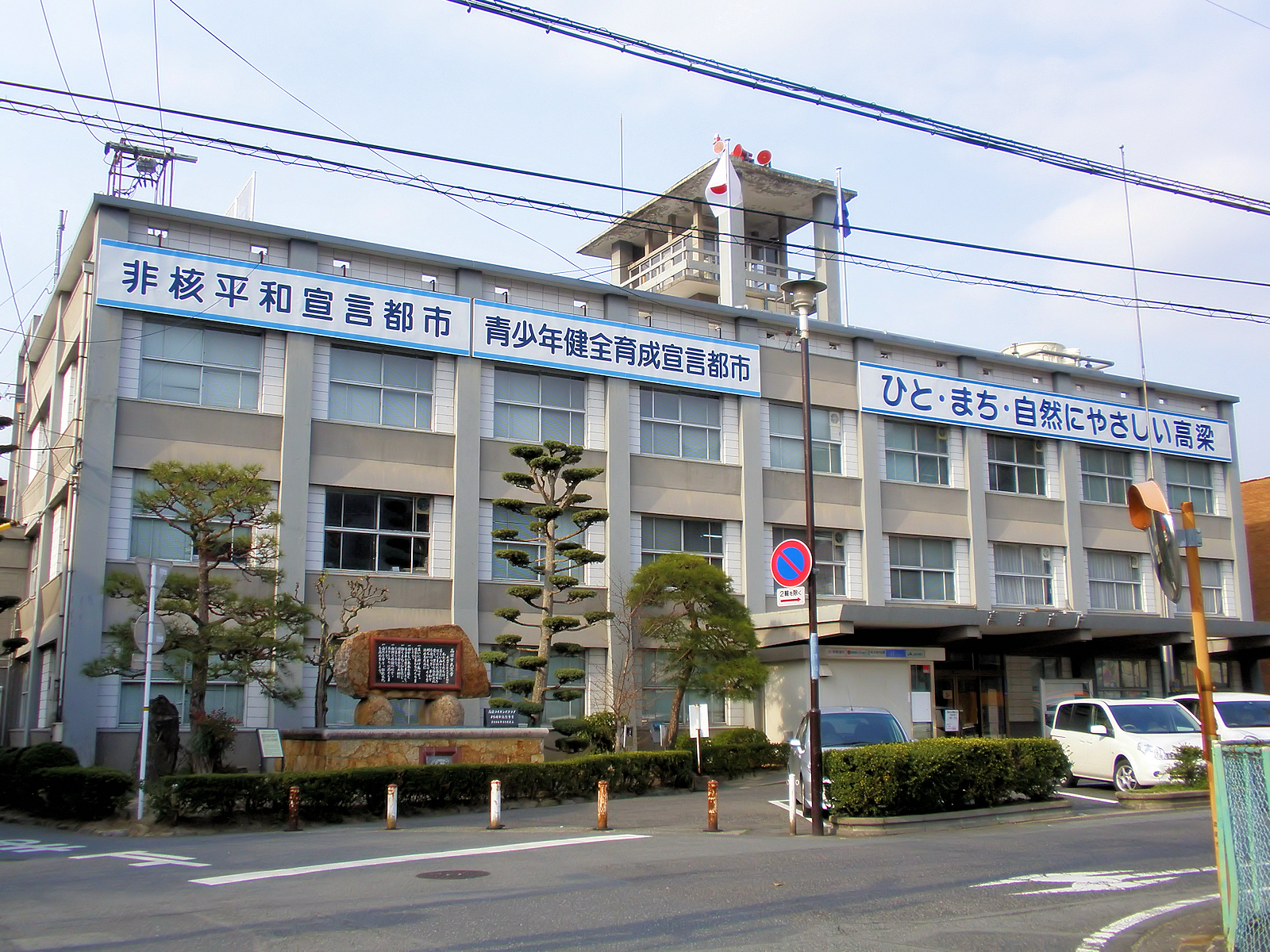
Il municipio

Takahashi (高梁市?) è una città giapponese della prefettura di Okayama.